# Aulacodes trichoceralis
Aulacodes trichoceralis là một loài bướm đêm trong họ Crambidae.